# Pac-Man
Pac Man (パックマン Pakku Man?) es un videojuego arcade creado por el diseñador de videojuegos Toru Iwatani de la empresa Namco, y distribuido por Midway Games al mercado estadounidense a principios de los años 1980.
Desde que Pac-Man fue lanzado el 22 de mayo de 1980, fue un éxito. Se convirtió en un fenómeno mundial en la industria de los videojuegos, llegó a tener el récord Guiness del videojuego de arcade más exitoso de todos los tiempos con un total de 293 822 máquinas vendidas desde 1981 hasta 1987 y acabó con el dominio de Space Invaders, donde la acción predominante era shoot 'em up (disparar a todos) para reemplazarla por un formato único, más humorístico y poco violento que gustó a muchísimas personas. «Todos los juegos que estaban disponibles en ese entonces -fines de los 70- eran de tipo violento, de guerra o como el Space Invaders», recordó en una entrevista Iwatani, agregando que «no había juegos que todos pudieran disfrutar, y especialmente no había ninguno para mujeres. Quería hacer un juego 'cómico' que las mujeres pudiesen disfrutar».

## Origen del nombre
El nombre del juego proviene de la onomatopeya japonesa paku (パク?), sonido que se produce al abrir y cerrar la boca. El nombre se romanizó como Puck-Man en Japón (en inglés, puck se pronuncia pac en español). Sin embargo, Midway lo modificó a Pac-Man para el mercado estadounidense (y posteriormente otros mercados occidentales) debido a que la gente podría vandalizar la «P» de Puck-Man pintando encima una «F», formando una grosería en inglés.[cita requerida]
En España, este juego era coloquialmente conocido como Comecocos debido a que se anunciaba de esta manera en televisión la versión para Atari 2600 a principios de los años 1980 aunque su nombre oficial seguía siendo Pac-Man. Se popularizó tanto entre la población española que la empresa MB tituló de esta manera la versión española de su juego de mesa basado en Pac-Man.

## Modo de juego

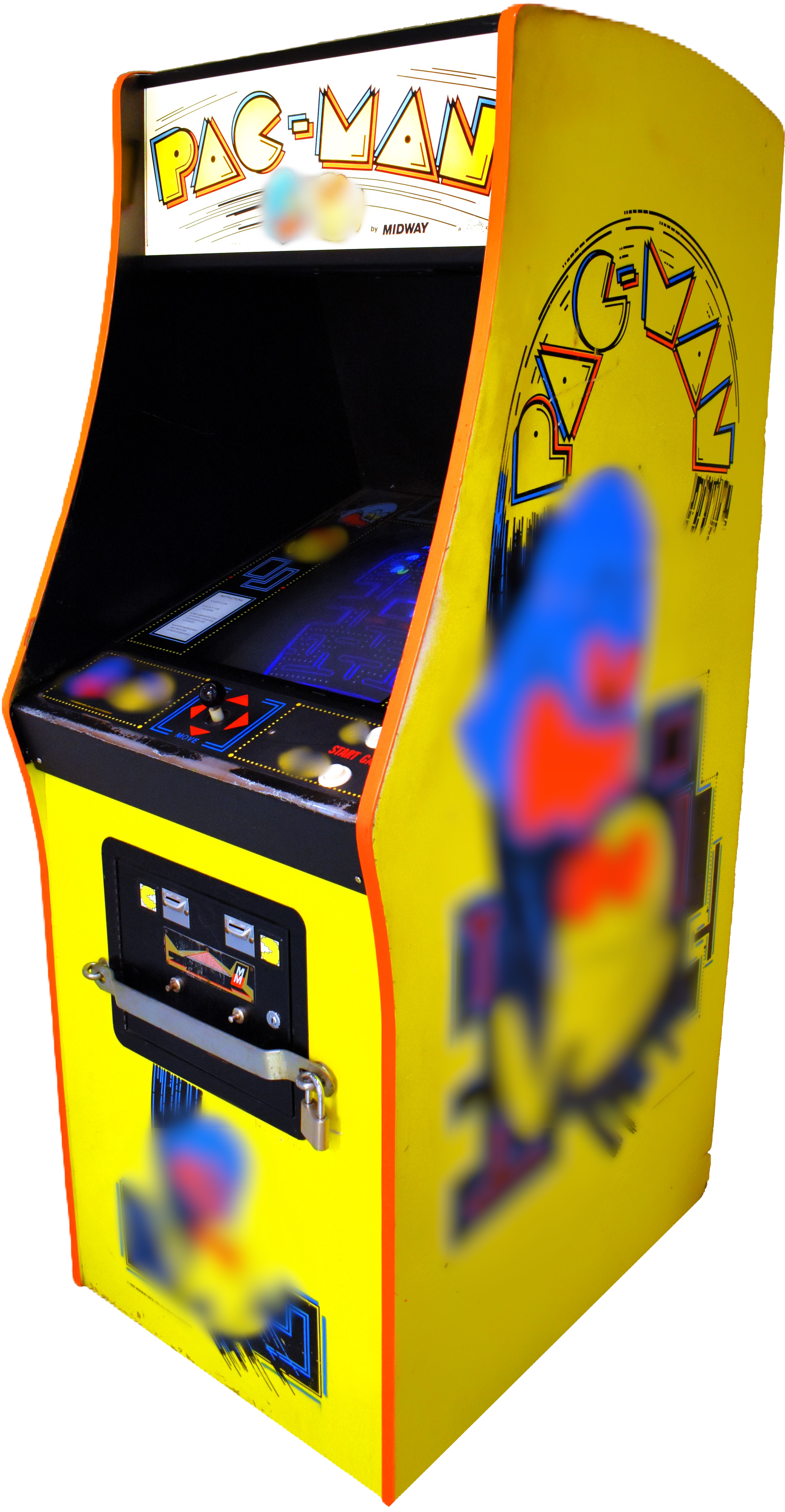
Cabina arcade de Pac-Man en el Museo del Videojuego de Estocolmo, Suecia.

El protagonista del videojuego Pac-Man es un círculo amarillo al que le falta un sector, por lo que parece tener boca. Aparece en laberintos donde debe comer puntos pequeños (llamados «Pac-dots» en inglés), puntos mayores y otros premios con forma de frutas y otros objetos. El objetivo del personaje es comer todos los puntos de la pantalla, momento en el que se pasa al siguiente nivel o pantalla. Sin embargo, cuatro fantasmas o monstruos, Shadow (Blinky), Speedy (Pinky), Bashful (Inky) y Pokey (Clyde), recorren el laberinto para intentar capturar a Pac-Man. Estos fantasmas son, respectivamente, de colores rojo, rosa, cian y naranja. En el juego original (Puck-Man), los fantasmas se llamaban Akabei, Pinky, Aosuke y Guzuta. Los fantasmas no son iguales, así mientras Blinky es muy rápido, y tiene la habilidad de encontrar a Pac-Man en el escenario, Clyde es muy lento y muchas veces evitará el encuentro con Pac-Man. 
Hay un «pasillo» a los costados del laberinto que permiten a Pac- Man o sus enemigos transportarse al costado opuesto (sale por la derecha y reingresa por la izquierda, o viceversa). Cuatro puntos más grandes de lo normal situados cerca de las esquinas del laberinto nombrados en inglés Power Pellets (que en español lo han traducido en diversas formas como «píldoras mágicas» o «de poder», «bolas de energía» o simplemente «punto de poder»), proporcionan a Pac-Man, durante un tiempo limitado, la habilidad de comerse él a los monstruos (todos ellos se vuelven azules mientras Pac-Man tiene esa habilidad), tras lo cual todo vuelve a ser como al principio. 
Después de haber sido «comidos» por Pac-Man, los fantasmas se regeneran en «casa» (una caja situada en el centro del laberinto). El tiempo en que los monstruos permanecen vulnerables varía según la pantalla, pero tiende a decrecer a medida que progresa el juego, y al cabo de muchas pantallas los puntos especiales no tienen ningún efecto sobre los fantasmas, con la excepción del nivel 6 en el que el efecto dura unos segundos más que en el 5.
Hay unos descansos entre algunas pantallas (entre la 2 y la 3, 5 y 6, 9 y 10 y posteriormente cada cuatro pantallas) en que se ven escenas humorísticas sobre Pac-Man y los fantasmas.
Aparte de comer los puntos, Pac-Man puede obtener puntuación adicional si se come alguno de los objetos que aparecen dos veces por pantalla justo debajo de la caja en el centro del laberinto de donde salen los monstruos. El objeto cambia cada pantalla o dos, y su valor en puntos aumenta, de forma que dos cerezas (el premio de la primera pantalla) valen 100 puntos, mientras que el último objeto, la llave, vale 5000.

### Fantasmas
Inicialmente, los enemigos de Pac-Man eran referidos como monstruos en el mundo arcade, pero pronto se convirtieron en fantasmas mayormente de diferentes colores. Los fantasmas no son capaces de mover a la dirección opuesta de su movimiento actual
Los fantasmas están limitados por el laberinto de la misma manera que Pac-Man, pero por lo general se mueven ligeramente más rápido que el jugador, aunque se vuelven más lentos cuando se activan los puntos especiales de las esquinas y se ralentizan significativamente al pasar a través de los túneles a los lados del laberinto (mientras que Pac-Man pasa a través de estos túneles sin trabas). Pac-Man se ralentiza ligeramente mientras come puntos, permitiendo potencialmente a un fantasma perseguidor que le capture durante esos momentos.
- Blinky (Rojo). Después de que Pac-Man coma cierta cantidad de puntos, su velocidad incrementa considerablemente (este número disminuye en niveles más altos). Blinky persigue a Pac-man directamente.
- Inky (azul o Cian). No es tan rápido como Blinky pero su comportamiento se debe que el juego calcula la distancia en línea recta entre Blinky y Pac-man y lo gira 180 grados, así que Inky siempre colabora con Blinky para acorralar a Pac-man
- Pinky (rosa). Este en realidad su blanco son cuatro espacios ubicados a la derecha, izquierda y abajo de pacman cuando este mira en tales direcciones, cuando Pac-man mira hacia arriba, el blanco es cuatro espacios arriba y dos a la izquierda. Esto hace que Pinky trate de atrapar a Pac-man por enfrente mientras Blinky lo persigue por detrás.
- Clyde (naranja). Este se mueve aleatoriamente a Pac-man, sin embargo considerando al propio Pac-man en un círculo de ocho espacios en cualquier dirección, Clyde huye cuando se acerca demasiado a él moviéndose a la esquina inferior izquierda del laberinto. Dado que los fantasmas no pueden girar a la dirección opuesta de su movimiento actual Clyde se verá forzado a chocar con Pac-man en caso de encontrarse en frente de él.

#### Nombres
Se ha dado a los fantasmas los siguientes nombres y apodos:
| Color del fantasma | Puck Man Original    | Puck Man Original | Puck Man Original | Puck Man Original | Puck Man Original     | Puck Man Original | Pac-Man estadounidense | Pac-Man estadounidense |
| Color del fantasma | Personaje            | Traducción        | Apodo             | Tipo              | Personaje alternativo | Apodo alternativo | Personaje              | Apodo                  |
| ------------------ | -------------------- | ----------------- | ----------------- | ----------------- | --------------------- | ----------------- | ---------------------- | ---------------------- |
| Rojo               | Oikake (追いかけ)    | Cazador           | Akabei (赤ベイ)   | Tipo rojo         | Urchin                | Macky             | Shadow                 | Blinky                 |
| Rosa               | Machibuse (待ち伏せ) | Emboscador        | Pinky (ピンキー)  | Tipo rosa         | Romp                  | Micky             | Speedy                 | Pinky                  |
| Cian               | Kimagure (気まぐれ)  | Caprichoso        | Aosuke (青助)     | Tipo azul         | Stylist               | Mucky             | Bashful                | Inky                   |
| Naranja            | Otoboke (お惚け)     | Bobo              | Guzuta (愚図た)   | Tipo naranja      | Crybaby               | Mocky             | Pokey                  | Clyde                  |

#### Quinta fantasma
En el juego Ms. Pac-Man (la versión original) apareció un fantasma diferente reemplazando al color naranja (Clyde). Este fantasma era de color morado y fue llamada Sue, siendo la segunda fantasma femenina. Posteriormente, Clyde regresó a ser el fantasma en las versiones actuales del juego.

### Pantalla dividida
El videojuego tiene exactamente 255 pantallas completamente jugables, siendo este el mayor número que se puede expresar con ocho cifras en el sistema binario. Aunque, técnicamente, existe un nivel 256, si se llega a él la parte derecha de la pantalla aparece distorsionada con caracteres incongruentes y haciendo que el juego sea prácticamente injugable. Esto ocurre porque el contador de nivel (almacenado en un byte único) llega a 256 (cuando el máximo almacenable en un byte es 255, lo que produce un error de «overflow»). Entonces el programa trata de dibujar 256 frutas, lo que provoca la citada distorsión de la mitad derecha de la pantalla. Los entusiastas de Pac-Man se refieren a este nivel como el «nivel final», el «nivel de la pantalla dividida» (Split-Screen Level) o sencillamente como el final de Pac-Man. También en 2015, ha salido un juego llamado Pac-Man 256 que hace referencia a esto, el cual es un laberinto sin fin.

### Premios
A lo largo del juego, Pac-Man puede encontrar diversos premios:
- Nivel 1: Cereza 100 puntos.
- Nivel 2: Fresa 300 puntos.
- Niveles 3 y 4: Naranja 500 puntos.
- Niveles 5 y 6: Manzana 700 puntos.
- Niveles 7 y 8: Uvas 1000 puntos.
- Niveles 9 y 10: Galaxian 2000 puntos.
- Niveles 11 y 12: Campana 3000 puntos.
- Niveles 13 al 255: Llave 5000 puntos.

En cada nivel aparecen dos veces los premios.
Si Pac-Man pierde una vida cuando aparece un premio, este desaparece a la vida siguiente.

## Ms. Pac-Man
En 1981 salió al mercado un videojuego para arcade llamado Ms. Pac-Man que también consiste en comer puntos pequeños y grandes dentro de un laberinto evitando a los fantasmas. La imagen de Ms. Pac-Man es igual a la de Pac-Man, también es un círculo con un sector faltante, solo que tiene un moño en la cabeza, un ojo cerrado y los labios pintados de rojo.

## Acontecimientos históricos

### Juego perfecto
En 1999, el videojugador Billy Mitchell jugó por primera vez una partida perfecta de Pac-Man, entendiéndose como tal una partida en que el jugador debe completar los 255 niveles con la puntuación máxima sin ser capturado ni una sola vez. La puntuación máxima es de 3 333 360 puntos. Sin embargo, en abril de 2018, Twin Galaxies borró todas las puntuaciones de Mitchell tras confirmar que el mismo usó emulación en lugar de las máquinas arcade originales.

### Google Pac-Man/Pac-Man Doodle/Pac-Man 30th Aniversary
Para celebrar el 30 aniversario de Pac-Man, Google montó una representación del juego en su página principal el 22 de mayo de 2010, en donde el laberinto era más grande como para tamaño de computadora, además, el laberinto de Pac-Man era el logo de Google. Fue de hecho tan llamativo, que este logotipo conmemorativo le costó a la sociedad 120 483 800 dólares en productividad, debido a que los usuarios pasaron más tiempo en la página principal de Google, jugando u observando la animación. El juego fue tan conocido y jugado, que Google decidió guardar el juego y dejarlo publicado en su página.
En 2011, el Pac-Man, se incorporó a la red social Facebook, en dos versiones: Pac-Man S y Pac-Man.

### April Fools' Day
Para celebrar el April Fools' Day («día de los inocentes de abril»), Google añadió una modalidad a su sistema de geolocalización Google Maps con el estilo del videojuego. Este permite jugar al clásico Pac-Man usando las calles como el laberinto del juego, seleccionando una ciudad específica en el buscador. Esta modalidad estuvo disponible a partir del 31 de marzo de 2015.

## Personajes

### Amigos
- Ms. Pac-Man: Es la esposa de Pac-Man, su primera aparición fue en Ms. Pac-Man de 1982 iniciando como secuela de Pac-Man siendo parecida a él, solo que tenía un moño en la cabeza y lápiz labial. Tras ser aceptada por Namco apareció muy segura en sus juegos y controlable en algunos mientras protagoniza otros. Además es personaje seleccionable en Mario Kart Arcade GP y Mario Kart Arcade GP2.
- Profesor Pac-Man: Es profesor cercano a Pac-Man, apareció por primera vez en Professor Pac-Man de 1983, siendo un juego educativo y simple para los niños, en algunos juegos tiene un papel más importante que en otros, como por ejemplo Pac-Man Adventures in time, donde le advierte a Pac-Man sobre los problemas en el tiempo, y lo ayuda a movilizarse a través de este, mientras que en Pac-Man World solo era un amigo que se tenía que salvar en el juego.
- Jr. Pac-Man: Es el hijo de Pac-Man, apareció por primera vez en Ms. Pac-Man en algunos otros y luego protagonizó el juego con su nombre en 1983 realizado por Bally Midway, actualmente empieza a aparecer en algunos juegos como controlable en multijugador o como «cameo» (incluyendo Mario Kart Arcade GP2).
- Orson: Es un fantasma gris que ayuda a Pac-Man en la serie Pac-Man World, su primera aparición fue en Pac-Man World cuando crea a Toc-Man un robot que quería convertirse en Pac-Man pero se salió de control y luego ayuda a Pac-Man en sus secuelas, y en Pac-Man World Rally.

### Enemigos y rivales
- Blinky: Es el cabecilla de los fantasmas siendo el más listo y más malvado, su primera aparición fue en Pac-Man de 1980 como el fantasma rojo siendo el más rápido y letal. Es el archienemigo de Pac-Man aunque en algunos juegos es un peón de los verdaderos villanos (En Pac-Man World es toc-Man, en Pac-Man World 2 es Spooky y unieron sus fuerzas en Pac-Man World 3 contra Erwin, ha aparecido en todos los juegos de Pac-Man y en Mario kart Arcade GP y Mario kart Arcade GP2.
- Pinky: Es el segundo fantasma del grupo, su primera aparición fue en el Pac-Man original como fantasma rosa. Mayormente es representado como mujer en series de televisión. Curiosamente en la serie de televisión de 1982 Pinky es hombre.
- Inky: Es el tercer fantasma y es celeste. En algunos juegos no aparece o es reemplazado por otros, aunque en otros sí tiene relevancia en el juego, por ejemplo en Pac-Man World 2 es un jefe y en Pac-Man World 3 es secuestrado por Erwin y también sale en Pac-Man World Rally.
- Clyde: Es el cuarto fantasma, siendo el más tonto e incompetente de los 4 y es color naranja, a pesar de ser así se muestra muy útil y capaz siendo servidor de Blinky y muy unido a él, ya que ha aparecido en todos los juegos excepto en Pac-Attack y Pac-Man Vs.
- Sue: Fue la quinta fantasma que apareció en Ms. Pac-Man, que reemplazó a Clyde por un tiempo
- Toc-Man Es un robot parecido a Pac-Man creado por Orson para pelear con él, pero se salió de control y trató de robar la identidad de Pac-Man y secuestró a su familia. Al final fue derrotado y destruido, pero se cree que sigue vivo. En Pac-Man World 3 aparece una versión mejorada de Toc-Man y en Pac-Man World Rally él es controlable.
- Spooky El verdadero líder de los fantasmas, apareció en Pac-Man World 2 como antagonista principal que quiere deshacerse de Pac-Man. Al final es derrotado y huye, en Pac-Man World Rally es un personaje controlable.
- Erwin: El antagonista de Pac-Man World 3 que quiere usar la fuerza de la zona fantasma para dominar al mundo siendo un villano megalomaniático. Tenía un asistente sin nombre y ambos regresan en Pac-Man World Rally.
- Betrayus Es el antagonista principal de la serie de televisión: Pac-Man and the Ghostly Adventures. Era un habitante de Pac, pero lanzó un cruel ataque contra el planeta. Por ello, lo despojaron de su cuerpo físico por su hermano (el presidente esféro) convirtiéndolo en un fantasma y lo enviaron al infierno, en el cual gobernó rápidamente. Quiere destruir y gobernar todo el Pac-mundo con la ayuda del Árbol de la Vida (la principal fuente de bayas de energía) y encontrar el depósito de cuerpos para encontrar su cuerpo físico. Fue el quien destruyó a todos los Esferas Amarillas (la especie a la que pertenecía Pac-man).

## Serie
- Pac-Man (1980)
- Ms. Pac-Man (1981)
- Kick (1981)
- Super Pac-Man (1982)
- Baby Pac-Man (1982)
- Pac-Man Plus (1982)
- Jr. Pac-Man (1983)
- Pac & Pal (1983)
- Professor Pac-Man (1983)
- Pac-Land (1984)
- Pac-Mania (1987)
- Pac-Attack (1993)
- Pac-In-Time (1994)

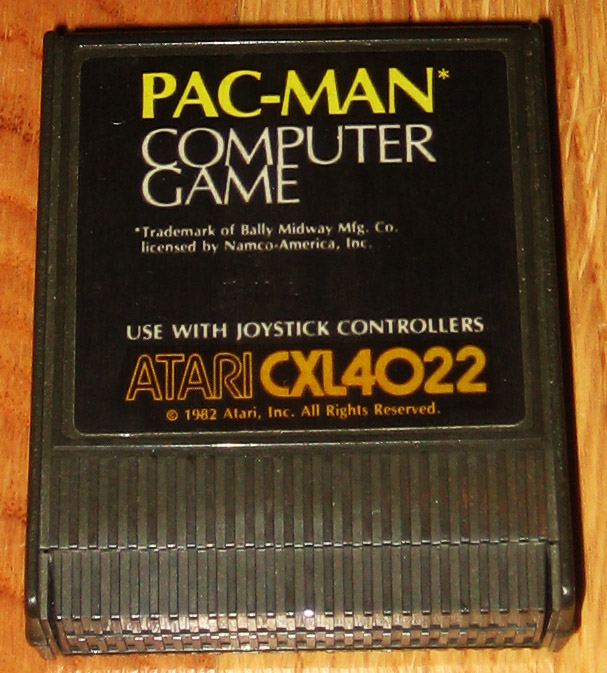
Cartucho de Pac-Man para computadores Atari de 8 bits.

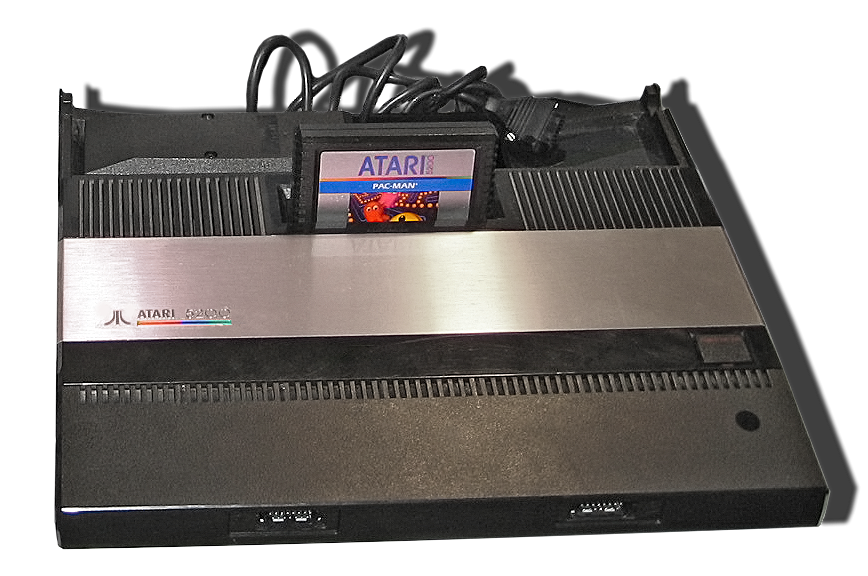
Pac-Man para la Atari 5200.

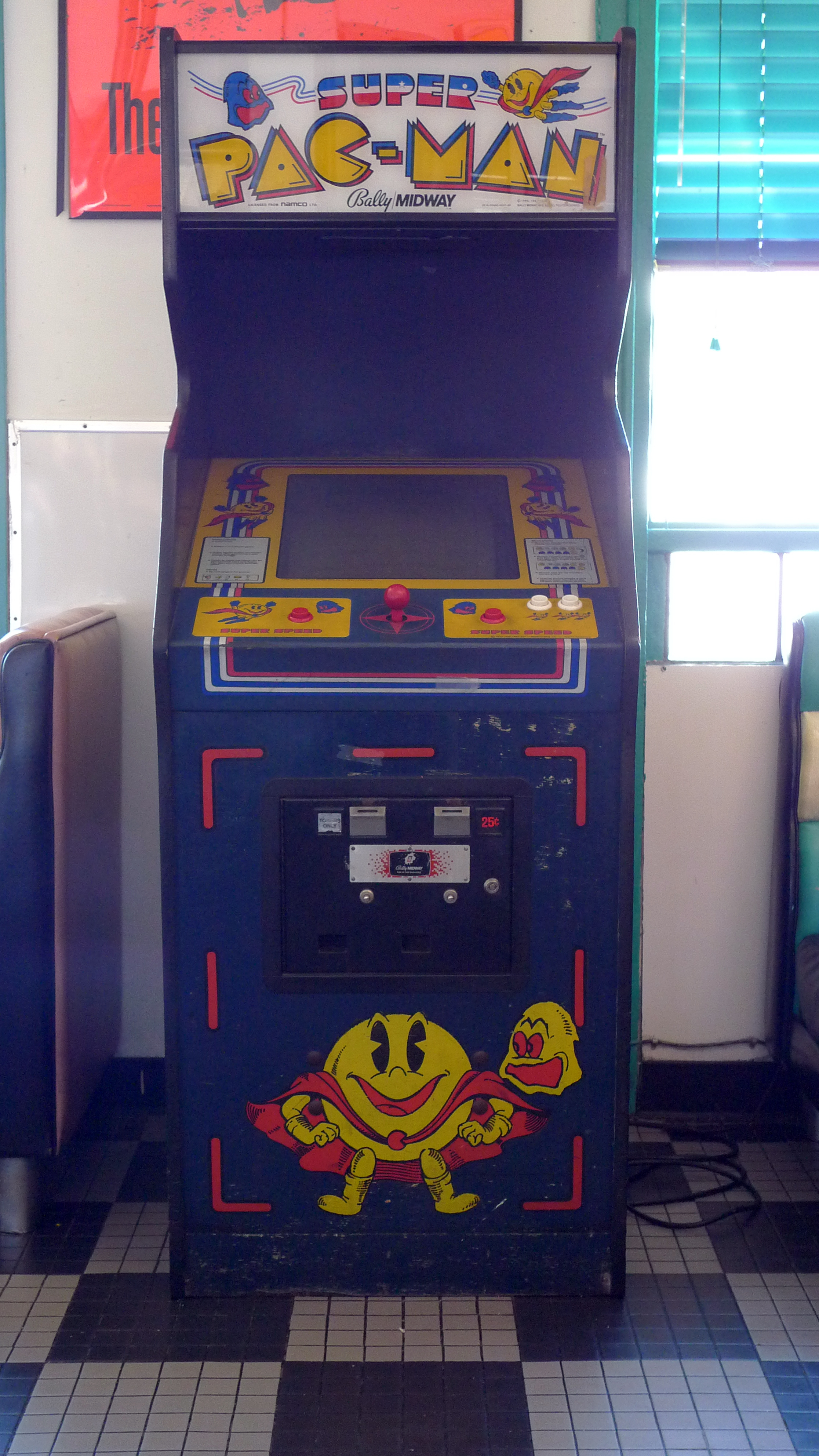
Recreativa Super Pac-Man.

- Pac-Man 2 - The New Adventures (1994)
- Ms. Pac-Man Champion Edition/Super Zola Pac-Gal (1995)
- Pac-Man VR (1996)
- Pac-Man Arrangement (1996)
- Pac-Man World (1999)
- Namco Museum 64 (recopilatorio de videojuegos) (1999)                                                                       *Dreamcast (2000)
- Pac-Man - Adventures in Time (2000)
- Ms. Pac-Man Maze Madness (2000)
- Ms. Pac-Man - Quest for the Golden Maze (2001)
- Galaga: Class of 1981 (recopilatorio de videojuegos) (2001)
- Pac-Man Collection (recopilatorio de videojuegos) (2001)
- Pac-Man All-Stars (recopilatorio de videojuegos) (2002)
- Pac-Man Fever (2002)
- Pac-Man World 2 (2002)
- Pac-Man vs. (2003)
- Pac-Pix (2005)
- Mario Kart Arcade GP (personaje invitado) (2005)
- Pac-Man World 3 (2005)
- Pac-Man Pinball Advance (2005)
- Pac 'n Roll (2005)
- Pac-Man: 25th Anniversary Arcade Machine (2005)
- Namco Museum: 50th Anniversary (recopilatorio de videojuegos) (2005)
- Pac-Man World Rally (2006)
- Pac-Man Championship Edition (2007)
- Namco Museum Remix (recopilatorio de videojuegos) (2007)
- Namco Museum DS (recopilatorio de videojuegos) (2007)
- Mario Kart Arcade GP 2 (personaje invitado) (2007)
- Namco Museum Virtual Arcade (recopilatorio de videojuegos) (2008)
- Namco All-Stars: Pac-Man and Dig Dug (recopilatorio de videojuegos) (2009)
- Pac-Man Remix (2009)
- Pac-Man Championship Edition DX (2010)
- Pac-Man Party (2010)
- Pac-Match Party (2010)
- Pac-Chain (2010)                                                                                                                *Pac-Man 30th Aniversary/Pac-Man Doodle (2010)
- Pac-Man & Galaga Dimensions (2011)Pac-Man Battle Royale.
- Pac-Man Battle Royale (2011)
- Pac-Chomp! (2011)
- Pac-Man S (2011)

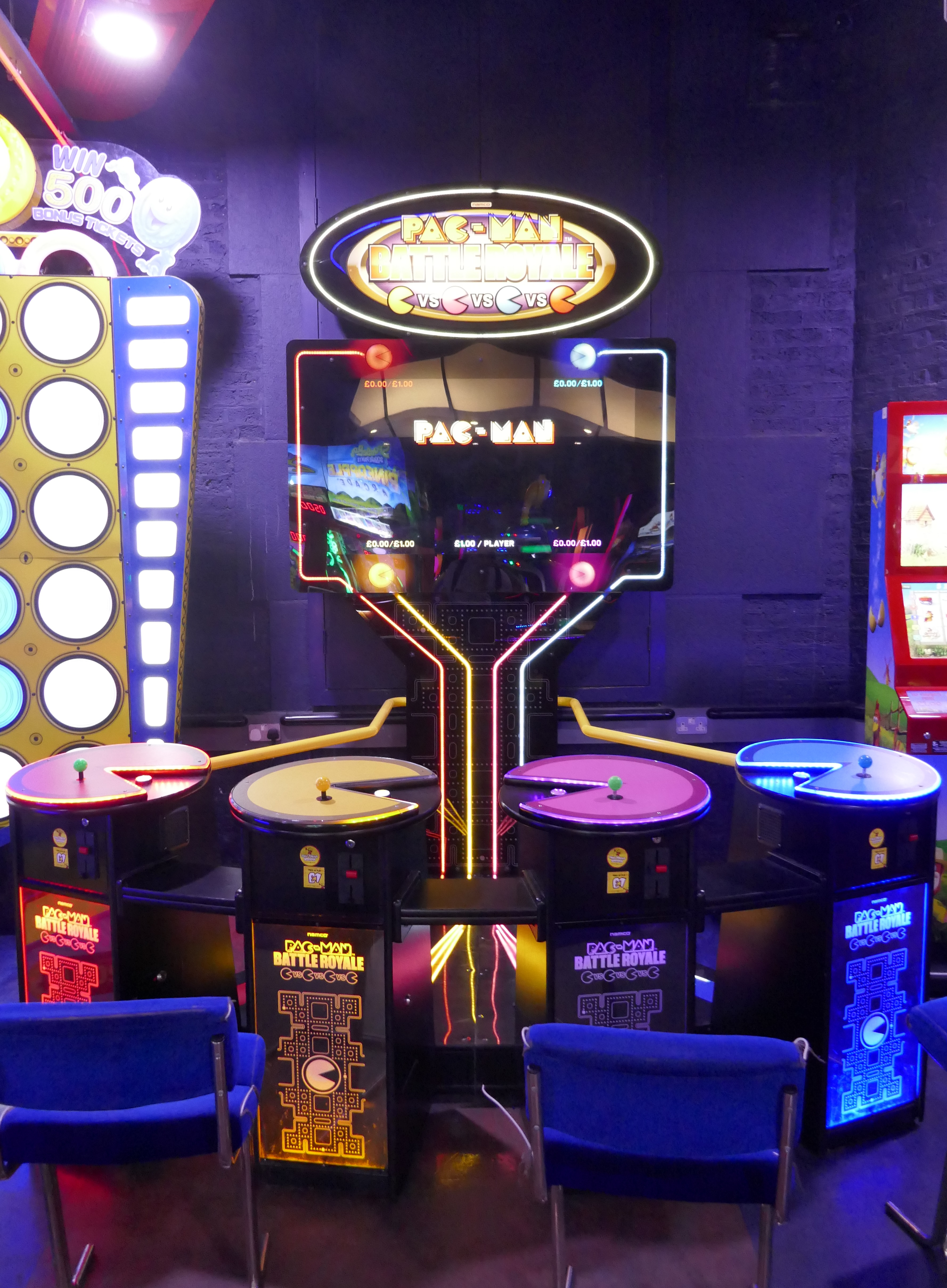
Pac-Man Battle Royale.

- Street Fighter X Tekken (personaje invitado) (2012)
- Pac-Man Games (2012)
- Pac-Man Kart Rally (2012)
- Pac-Man Smash (2012)
- Mario Kart Arcade GP DX (personaje invitado) (2013)
- Pac-Man and the Ghostly Adventures (2013)
- Pac-Man + Tournaments (2013)
- Pac-Man Dash! (2013)
- Pac-Man and the Ghostly Adventures 2 (2014)
- Pac-Man Museum (2014)
- Pac-Man Monsters (2014)
- Super Smash Bros. para Nintendo 3DS y Wii U (2014) (third-party invitado junto a Sonic y Mega Man)
- Pac-Man 256 (2015)
- Pac-Man Championship Edition 2 (2016)
- Just Dance 2019 (2018) (Baile especial, junto a Blinky, Pinky e Inky)
- Sonic Dash (2018) (invitado especial)
- Super Smash Bros. Ultimate (2018) (personaje invitado)

También se hicieron dos series de animación basadas en Pac-Man, de las cuales la primera se basó en el videojuego Pac-Land de 1984 y la segunda del videojuego Pac-Man and the Ghostly Adventures de 2013.
- Pac-Man (serie de televisión) (1984)
- Pac-Man y las Aventuras Fantasmales (2013)

Existe una versión de juego de mesa creada en 1980 por Milton Bradley Company Milton Bradley Company(MB) llamada Pac-Man game, en la que participan hasta cuatro Pac - Man (amarillo, azul, rojo y verde) y dos fantasmas (rojo y amarillo), consta de un tablero en el que se colocan unas bolitas blancas y cuatro amarillas que le dan a Pac-Man su poder de comer fantasmas, cada jugador mueve su comecocos con un dado y con otro dado el fantasma que dirige hacia los adversarios, así alternativamente todos los jugadores, gana el jugador que cuando se terminen las bolas tenga en su cesta mayor número. El comecocos de cada jugador era una figura que recordaba a Pac-Man, que ingeniosamente al pasar por encima de las bolitas entraban dentro y después de tu tirada vaciabas en tu cesta.

## Clones

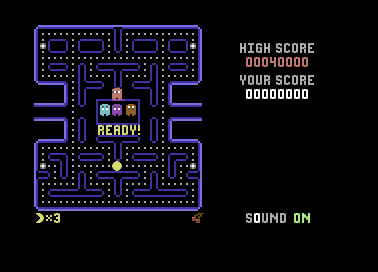
Paku-Paku, clon de Pac-Man para Commodore 64.

Se han producido muchos clones populares de Pac-Man, incluyendo:
- PacWorld Archivado el 21 de abril de 2015 en Wayback Machine., un juego para Microsoft Windows, programado en lenguaje c++ (código fuente disponible)
- Deluxe Pacman, popular juego para Microsoft Windows liberado bajo licencia Creative Commons, no uso comercial

## Otras apariciones

### Películas

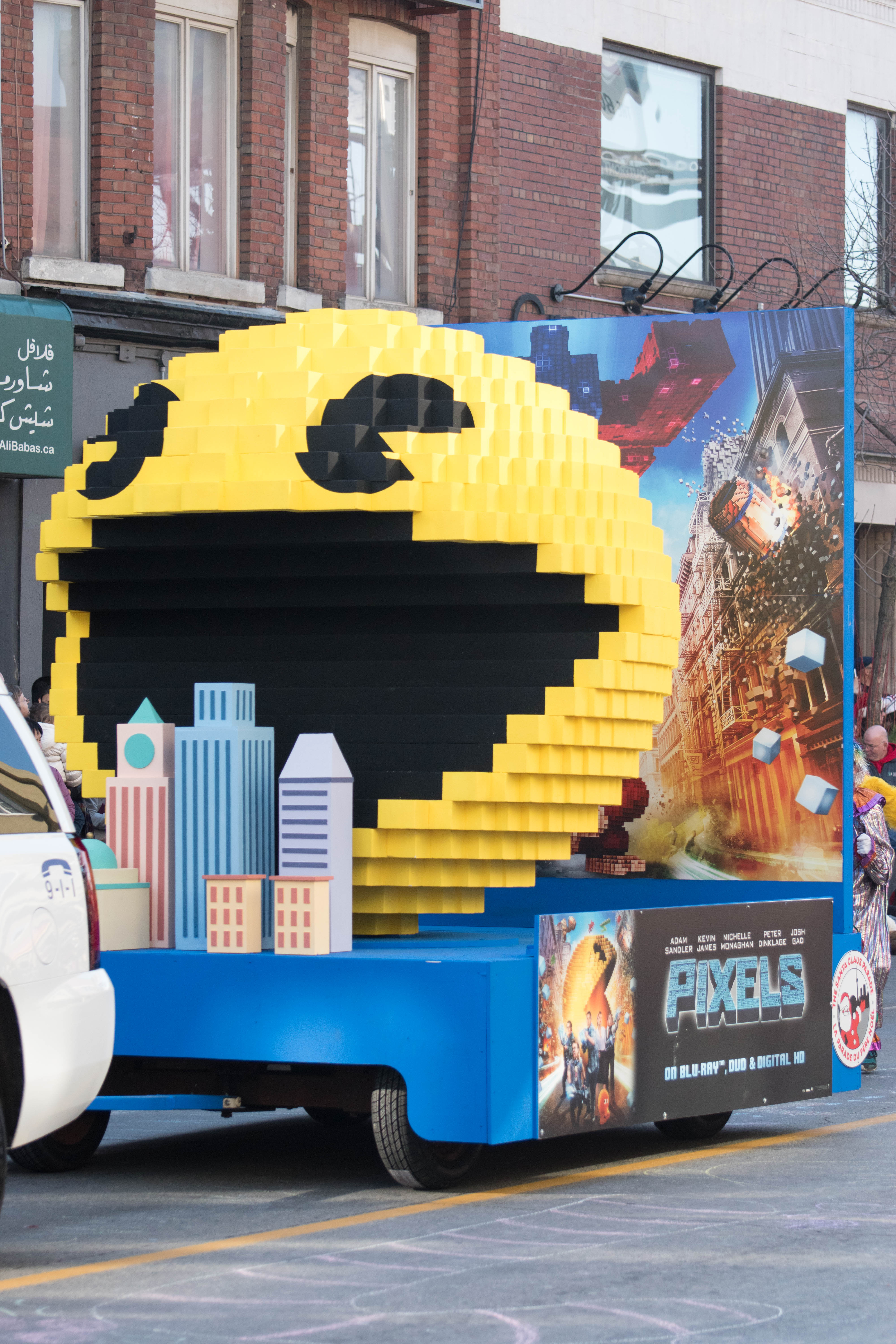
Desfile publicitario de Pac-Man para la película Pixels en Toronto.

- En la película Tron de 1982 aparece fugazmente en una de las pantallas de datos del malvado Sark.
- En la película Top Secret de 1984, aparece Pac-Man en un gag.
- En la película animada de Disney Wreck-It Ralph de 2012, Pac-Man aparece en la fiesta que le hacen a Repara Felix Jr. por el aniversario del videojuego en el que Felix y Ralph son los protagonistas.
- Pac-Man también está presente en la película de 2015 Pixels, tomando el papel de villano junto a otros personajes de videojuegos clásicos arcade. Con Denis Akiyama interpretando al creador de la serie Toru Iwatani que hace un cameo al principio de la película como un técnico de la arcade.
- El origen del nombre de Pac-Man, y su posterior adaptación americana, es mencionado en la película Scott Pilgrim vs. The World, en la escena que Scott Pilgrim y Knives Chau hablan mientras juegan, curiosamente, en un salón Arcade.
- Pac-Man también tiene un pequeño cameo en la película de 2017, Guardianes de la Galaxia vol. 2, en una escena en que el protagonista principal, Star Lord, se convierte en el personaje para derrotar al principal antagonista Ego.

### Videojuegos
- En la saga de videojuegos de Klonoa, el protagonista siempre lleva una gorra con la silueta de Pac-Man.
- En el juego crossover Street Fighter X Tekken, Pac-Man hace su primera aparición oficial en un juego de lucha y como invitado de parte de la compañía Namco. Este pelea con un robot grande estilo Mokujin que utiliza para los combates. El día 27 de enero se confirmó Pac-Man como personaje exclusivo para PlayStation 3 y PS Vita.[12][13]
- Pac-Man, Ms.Pac-Man y Blinky aparecen como personajes jugables en los videojuegos Mario Kart Arcade GP y Mario Kart Arcade GP 2.
- En Super Smash Bros. para Nintendo 3DS y Wii U aparece como personaje third-party invitado jugable, siendo anunciado en la E3 de 2014 junto a los cuatro fantasmas clásicos como asistentes y dos escenarios, uno ambientado en Pac-Land en la versión de Wii U, otro ambientado el laberinto del primer juego en la versión de 3DS. Todos estos aspectos (excepto el escenario de 3DS) regresan en Super Smash Bros. Ultimate.
- En el juego Crossy Road aparece como personaje jugable en teléfonos inteligentes Android.
- En Sonic Dash, por tiempo limitado podía conseguirse a Pac-Man como personaje jugable.
- En Galaga Wars, hay una nave desbloqueable con forma de Pac-Man, al utilizarla, todos los enemigos son remplazados por fantasmas.
- En RRT4, el equipo PRC hace alusión al personaje, además el coche 256 es un Pac-Man.

### Otros
- En 2013 se estrenó la serie Pac-Man y las aventuras fantasmales.
- Durante la presentación de los Juegos Olímpicos de Tokio 2020, en la ceremonia de clausura de Río 2016, Pac-Man tuvo una aparición corta junto a otros símbolos culturales de Japón.[14]
- Pac-Man fue parodiado varias veces en las series Mad y Robot Chicken, mayoritariamente, junto a otros personajes de videojuegos como Mega Man, Mario y Sonic the Hedgehog.
- Por su aniversario Google le hizo un homenaje. Consistía en un doodle para jugar pac-man
- En el libro Ready Player One, del autor Ernest Cline, se hace referencia al juego perfecto de Pac-Man, en una parte en la que el protagonista del libro consigue realizar un juego perfecto.